# Koń berberyjski

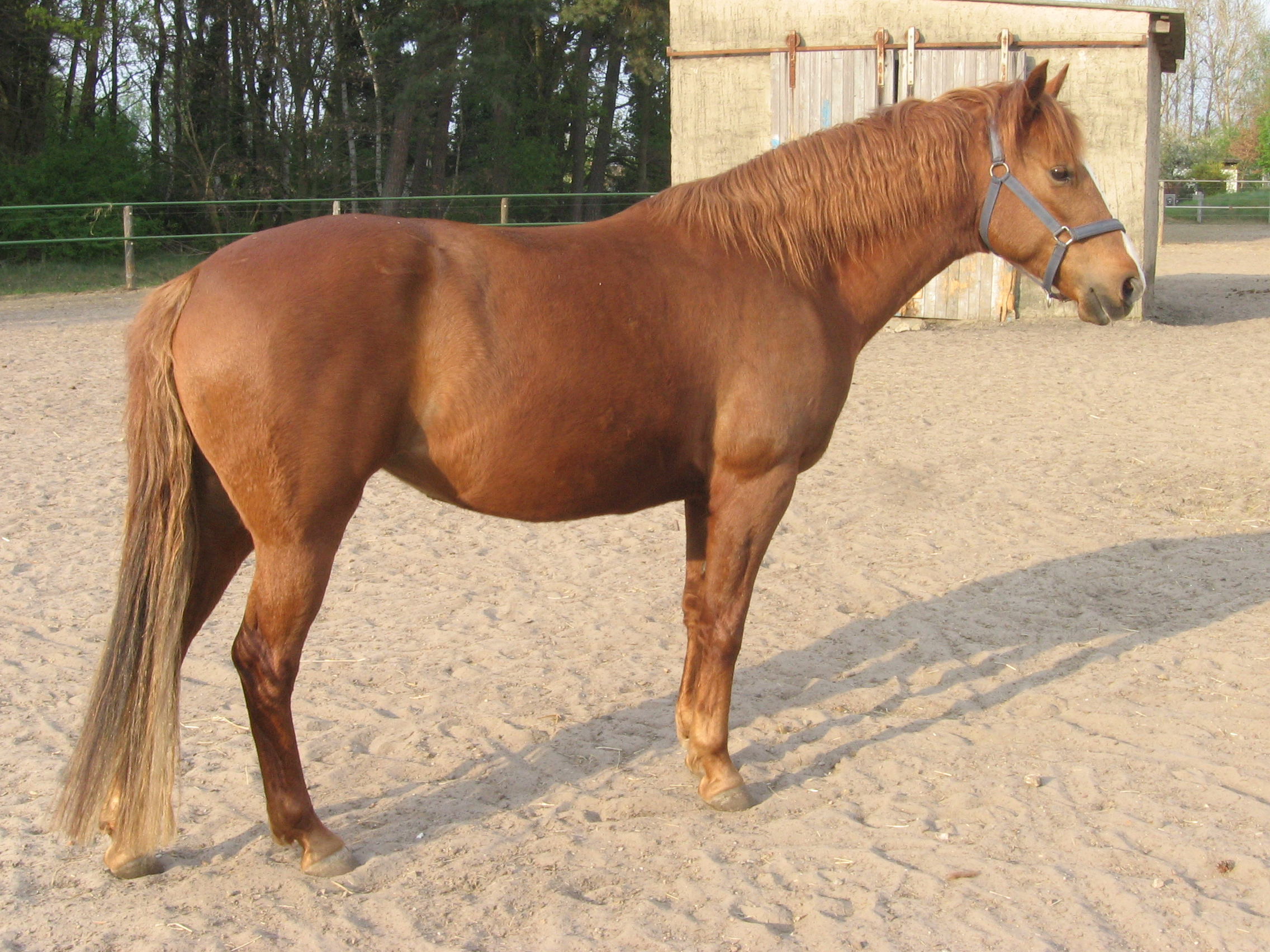
Koń berberyjski

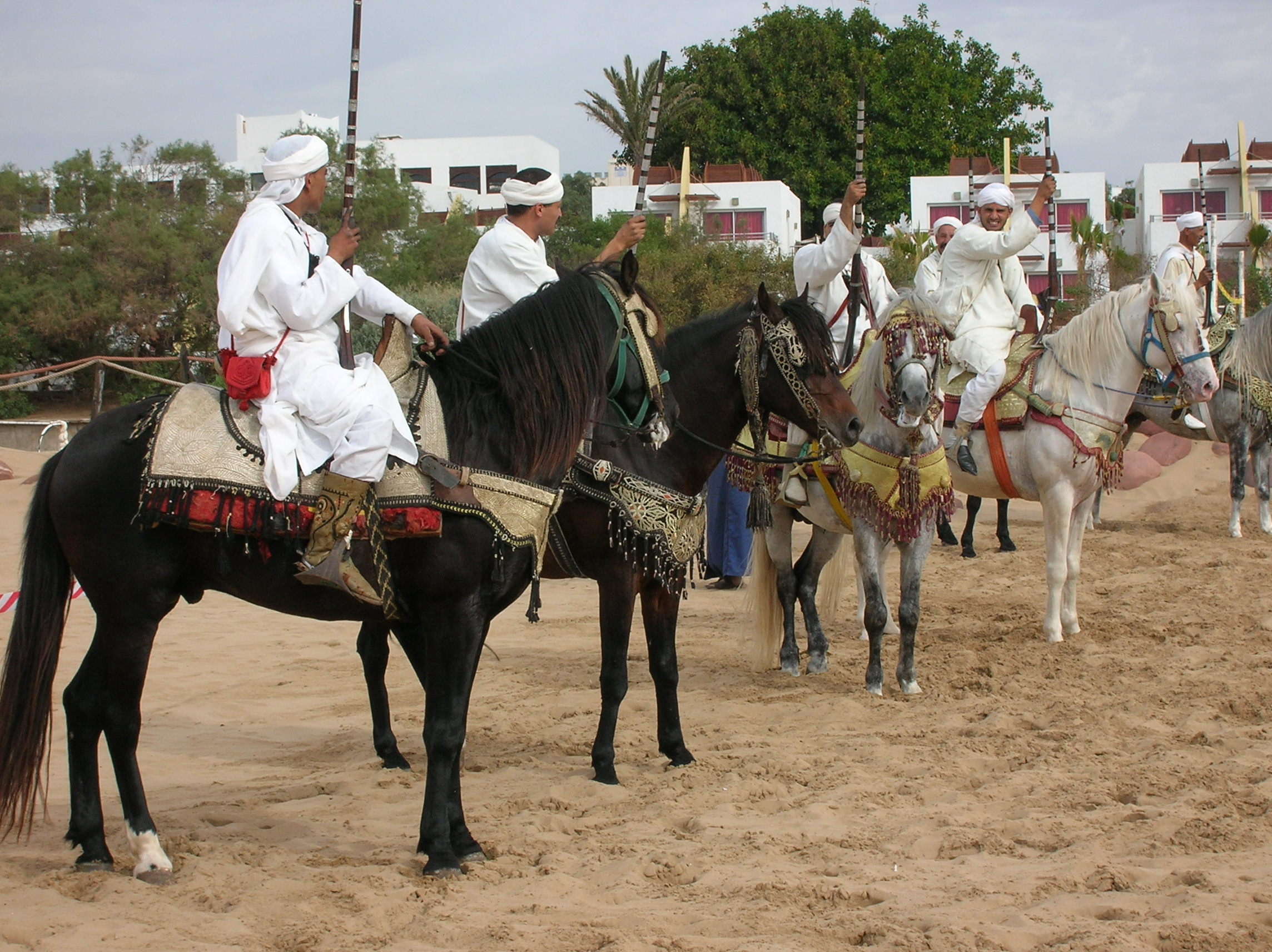
Konie berberyjskie w Maroku

Koń berberyjski (berber) – stara rasa konia o niejasnym pochodzeniu występującego na terenach zachodniej i środkowej Afryki Północnej. Cechuje się wieloma podobieństwami do prymitywnego konia typu 3. Rasa ta jest wytrzymała i bardzo podobna do konia arabskiego, ale bez ich lekkiego chodu.

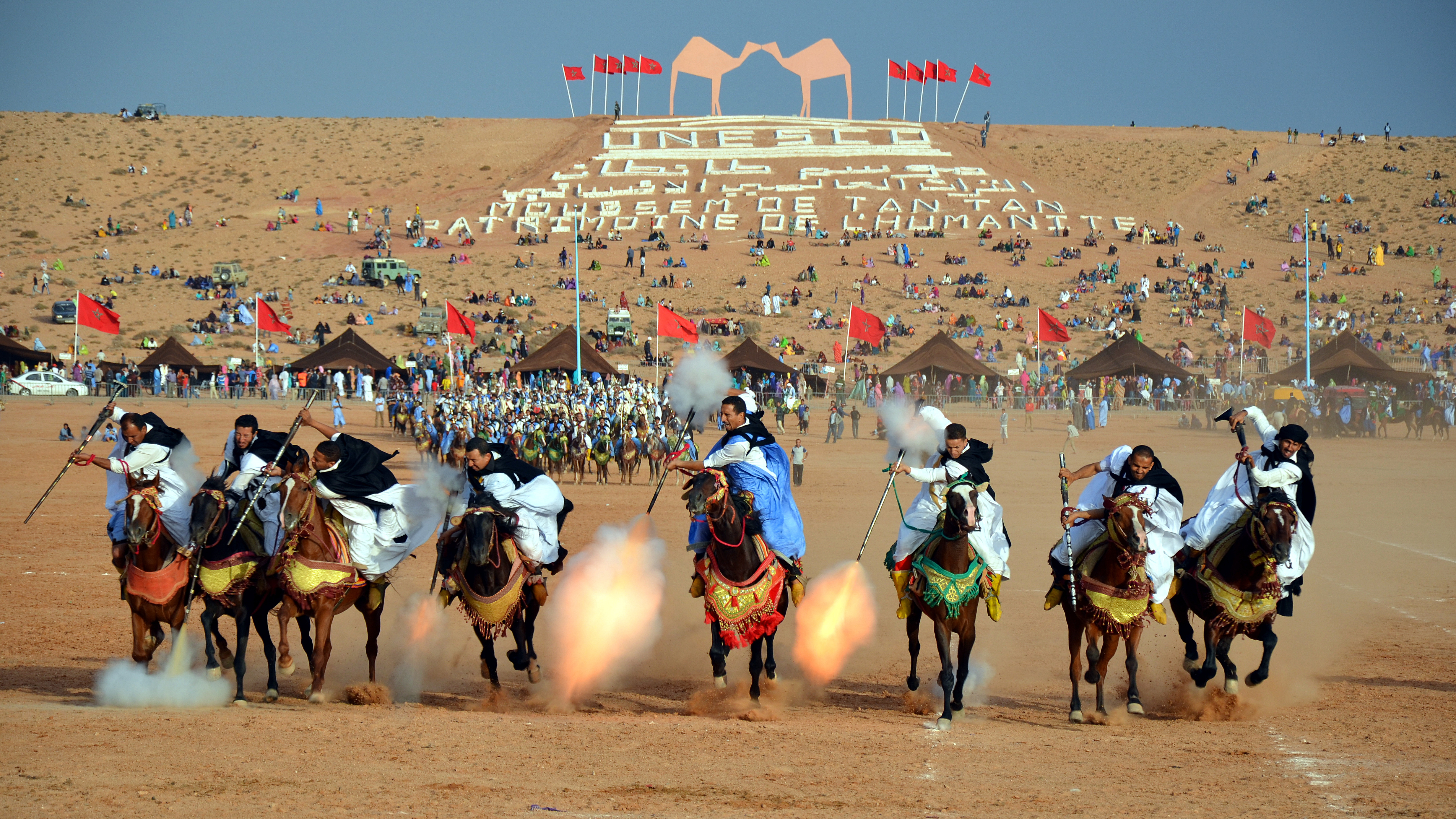
Konie berberyjskie w Maroku podczas pokazu w ramach festiwalu kulturalnego lub uroczystości weselnych

## Historia
Rasa ta wywodzi się prawdopodobnie od koni numidyjskich występujących na terenie Numidii. Zostały udomowione przez Kartagińczyków. Konie berberyjskie zasłynęły jako protoplaści wielu innych ras. Gdy w 800 r. n.e. Maurowie sprowadzili je do Hiszpanii, zaczęto je krzyżować z miejscowymi końmi, czego wynikiem było powstanie rasy koni andaluzyjskich. Od VIII w. konie berberyjskie krzyżowano z końmi arabskimi, ale rasie udało się zachować swoje archaiczne cechy.
Przedstawicielem rasy berberyjskiej był ogier Godolphin Barb, który przyczynił się do powstania rasy pełnej krwi angielskiej.

## Pochodzenie
Koń berberyjski pochodzi z Afryki północnej, a dokładniej z północno-zachodniego  i środkowego wybrzeża Afryki. Występują także na Pustyni Namib i Saharze. Najczęściej spotykane są w Maroku, Algierii oraz w Tunezji. Obecnie hodowane są także m.in. w Polsce.

## Wygląd
Konie berberyjskie w wyglądzie bardzo przypominają arabskie. Mają delikatną skórę i charakterystyczne uszy podobne do tych araba. Berber ma jednak mocno wyróżniające się cechy, takie jak: wypukły profil, dość wąską, zwężającą się ku końcowi głowę i ładne nozdrza. Jego oczy są pełne wyrazu i są one już w typie orientalnym. Szyja konia jest muskularna, łagodnie wygięta, od wyraźnie zaznaczonego kłębu do karku. Łopatki ma dosyć płaskie i stromo ustawione, co może wydawać się dziwne, zważywszy na łatwość ruchu i szybkość tych zwierząt. Klatka piersiowa czasem jest dość wąska. Ogólna sylwetka jest raczej smukła, ale z dobrą głębokością w popręgu i opadającym zadem oraz nisko osadzonym ogonem. Nogi zwykle są smukłe, ale niezwykle silne, ogromnie wytrzymałe. Podobnie kopyta, które choć bywają wąskie i strome, są jednak bardzo twarde i rzadko bywają przyczyna kulawizny. Wady pokrojowe w postaci krowiej postawy tylnych kończyn i zbieżnej przednich nigdy nie wpływały na ich zdrowotność. Berbery maja podobny do arabów wzrost - są nieduże, gdyż mierzą od 140 do 150 cm w kłębie. Głównie występują o umaszczeniu siwym, ale występują też konie tej rasy koloru gniady, skarogniade, czy maści kasztanowatej. Pierwsze i oryginalne przedstawiciele tej rasy prawdopodobnie mieli ciemne umaszczenie.

## Charakter
Przedstawiciele tej rasy są niezwykle wytrzymałe i szybkie. Potrafią pokonać duże odległości w trudnych warunkach. Nie są wymagające pod względem paszy i warunków bytowych, są mądre, inteligentne, odważne i nie boją się podjąć ryzyka. Wspaniale wytrzymują skrajne temperatury. Mają jednak duży i trudny do opanowania temperament. Berber potrzebuje do jedzenia paszy, która może być nawet bardzo słabej jakości. Rasa ta potrafi sobie zwykle poradzić w każdych warunkach, a gdy usłyszy nawet najgłośniejszy hałas nie zwraca na niego uwagi. Są to idealne wierzchowce np. na wycieczkę w góry.

## Użytkowość
Obecnie berbery wykorzystywane są jako wierzchowce, więc występują także w zawodach. Najczęściej są to konkursy w ujeżdżeniu lub rajdy długodystansowe oraz pokazy grup w strojach ludowych z historycznymi długimi strzelbami. Są też zwierzętami roboczymi, jucznymi lub paradnymi.
Dawniej berbery pełniły u Maurów rolę koni bojowych. Możliwe jest także, że były wykorzystywane do wyścigów rydwanów.